# Dead Gorgeous
Dead Gorgeous is een Brits-Australische jeugdserie uit 2010.
Van Dead Gorgeous is met een budget van £ 2,6 miljoen één reeks van dertien afleveringen gemaakt.
De serie zou oorspronkelijk Dead Normal heten.
De Duitstalige versie heet Die Geister von Ainsbury.
In 2011 zond de Vlaamse zender Ketnet — enkele maanden na het ondertitelde origineel — een Nederlands gesproken versie van de serie uit, getiteld Geestige Meiden.

## Verhaal
In het victoriaans tijdperk komen drie Australische societyzussen door een ongeval met een koets om het leven.
Ze krijgen 150 jaar later van de geestenraad een nieuwe kans, als corporele geesten in de 21e eeuw, onder toezicht van een geestenkwartet.
Daar blijkt dat hun ouderlijk landgoed, Ainsbury, intussen een kostschool is geworden. Ze moeten proberen zich als leerlingen aan te passen aan de moderne tijd, geholpen door slimste leerling Jonathan en diens stoere, sportieve kamergenoot David, maar gedwarsboomd door de 'koele' meiden rond Christine en de adjunct-directrice Haiwyn Sinclair, terwijl directeur Griffith en geschiedenisleraar Doyle iedereen proberen te helpen.

## Rolbezetting

### Hoofdpersonages
| Acteur              | Personage              | Opmerkingen                                                                         |
| ------------------- | ---------------------- | ----------------------------------------------------------------------------------- |
| Melissa Howard      | Rebecca Ainsworth (15) | De oudste zus die zorgt voor de tweede kans en zich goed kan aanpassen.             |
| Poppy Lee Friar     | Sophie Ainsworth (13)  | Bolleboos maar past zich moeilijk aan en verkiest bezigheden uit haar jeugdjaren.   |
| Alexandra Coppinger | Hazel Ainsworth (12)   | Avontuurlijk en snel om de nieuwe technologieën uit de 21e eeuw op te pikken.       |
| Blake Davis         | Jonathan               | Hulpvaardige bolleboos, raakt bevriend met de zussen en ontdekt al snel hun geheim. |
| Chris Milligan      | David                  | Populaire jongen en sportkampioen, waarin Rebecca al snel interesse krijgt.         |
| Tim Campbell        | Mr. Doyle              | Hippe geschiedenisleraar.                                                           |
| Gerry Connolly      | Mr. Griffith           | Schalkse kostschooldirecteur.                                                       |

### Nevenpersonages
| Acteur          | Personage       | Opmerkingen |
| --------------- | --------------- | --- |
| Aisha Dee       | Christine       | Rijk en populair meisje dat profiteert van Rebecca's pogingen tot vriendschap.                                   |
| Jay Kennedy     | Charlie         | Het buitenbeentje zonder vrienden dat daardoor door de zussen, die ook buitenstaanders zijn, wordt aangetrokken. |
| Julie Forsyth   | Haiwyn Sinclair | De zurige tekenlerares en adjunct-directrice, die leerlingen het leven graag moeilijk maakt.                     |
| Julie Eckersley | Agatha Heggleby | Chef van de vier geesten die op de zussen en hun geheim moeten passen.                                           |
| Joshua Allen    | Grendel         | Eén van die geesten.                                                                                             |
| Marie Annese    | Sophos          | Eén van die geesten.                                                                                             |
| Stella Silagy   | Mattie          | Wordt Hazels beste vriendin.                                                                                     |
| Monique Fisher  | Piper           | |